# الكسندر كوتس
الكسندر كوتس هو سياسي كندي، ولد في 17 أبريل 1824 في Tullich ‏ في المملكة المتحدة، وتوفي في 14 أغسطس 1881 في Tilbury, Ontario ‏ في كندا. نشط حزبياً في حزب أونتاريو المحافظ التقدمي. وقد انتخب عضو برلمان مقاطعة أونتاريو ‏.